# Дениско (повість)
«Дениско» — дитяча повість Євгена Гуцала, написана у 1973 році. Є. Гуцало майстерно показує неповторний світ дитинства, сповнений захоплюючих пригод, мандрівок, несподіваних зустрічей та вчинків. За сповненою гармонії та поезії мовою письменника відчувається любов до простої, звичайної людини, любов до життя, прагнення відкрити у звичайному незвичайне, у буденному — святкове, у смішному — драматичне, у трагічному — життєствердне. Герої повісті просто живуть, люблять, радіють. Зовнішні події становлять лише тло, а справжнім змістом є стан, настрій, почуття, переживання героїв. Є. Гуцало наче говорить нам: осягнути життя можливо лише шляхом безпосереднього споглядання, переживання.

## Структура твору
Повість складається з п'яти оповідань:
- «Дениско і відьма»;
- «Пригоди літнього дня»;
- «Пригоди осіннього дня»;
- «Пригоди зимового дня»;
- «Ласун».

## Головний герой
Дениско — вразливий хлопчик, не по літах хазяйновитий, допитливий, цікавий до всього. Він зачарований природою, намагається пізнати таємниці з життя звірів, птахів, рослин.
«Повертається додому — й після бабиної хати, після її розповідей усе здається таким дорогим і милим, таким значним і глибоким, що на все тільки й дивився б, що про все тільки й думав би. Пташка летить — зловив би її і в оченята зазирнув; стебельце од вітру колишеться — не відривав би погляду від того, як воно колишеться... Й чого це воно все так — росте, зеленіє, літає, гойдається, світиться? Чого воно так?»
У повісті розкриваються таємниці формування характеру хлопчика. 

## Сюжет
В оповіданні  «Дениско і відьма» бачимо який Дениско охочий до таємниць: він щиро вірить в існування домовика, що нібито живе у штандарах — поміж дров, соломи та сміття, і відьми, яка коверзує в димарі. Хлопець переконаний, що домовик — свій і завжди піклується про порядок у домі. Дениско часто навідується у штандари:
«Домовиче, домовиче, я тобі їсти приніс... — їж та здоровий будь, нашу хату стережи.»
А от відьма завдає хлопцю немало клопоту. Його лякають її нічні завивання у димарі або її перекочування між кущами у балці. Дитячий страх перед нечистою силою допомагають подолати кмітливі трактористи, розоравши балочку, в якій, на думку хлопчика, жила відьма.

В оповіданнях «Пригоди літнього дня» і «Пригоди зимового дня» показано відносини Дениска з батьком, поруч з яким хлопець почувається найщасливішим у світі. Мовчазний і стриманий батько ставиться до малого сина як до рівного собі: не повчає, не дорікає, а пропонує все робити разом.
«Поглядав на батька, в того очі грали розумом, і Дениско був певен: батько все знає, він потім пояснить, розтолкує цю дивину.»
Спочатку батько бере хлопця в поле («Пригоди літнього дня»), відкриває йому красу рідної землі, виховує почуття господаря і захисника природи, вчить спостережливості, життєвої мудрості. Вони гостюють у знайомого балакучого дядька, рибалять і варять юшку біля куреня. Дениско з цікавістю слухає розповіді дядька і його настанови:
«Нічого не забувай, Дениску, все пригодиться. От якусь дрібницю знаєш — знай, не спекуйся її, вона тобі пізніше знадобиться. Одне до одного, одне до одного — от і життя саме зрозумієш, як у ньому все ведеться, що й до чого.»

В оповіданні «Пригоди зимового дня» мальовничо описується подорож Дениска та його батька у зимовий ліс до знайомого лісника. Це було перше полювання хлопця. І Дениско таки «вполював» лисицю. Проте, довідавшись, що батько зібрався пошити шапку з неї, хлопець плаче над її долею.

Оповідання «Пригоди осіннього дня» показує, що неквапливе спілкування з природою — найзахоплююча справа, яка дає можливість відчути повноту життя. 
«Повітря туге й наче аж шорсткувате, пий — і не нап'єшся, таке добре. Й, можливо, хміль у повітрі бродить, бо чого б ото раптово завирувала в Дениска кров, запашіли рум'янцем щоки, затріпотіло серце? Хмелем таки й справді переповнене повітря, та ще бродять у ньому інші осінні запахи — густі, дурманні.»
Звичайний  осінній день стає багатим на дитячі відкриття: зустріч на галявині із загубленим лошатком, спроба приборкати ворону, розпалення вогню.

Серед усіх звірів найбільше Дениско захоплювався кіньми («Ласун»). 
«Найдужче йому хотілось надивитись на коней... коні викликали в ньому таке захоплення, як ніщо в світі.»
Час від часу він навідувався до колгоспної стайні, аби подивитися на коней, послухати розповіді Лавріна Лекгоступа, а також відвідати свого улюбленця — одноокого коня Ласуна. Хлопець розмовляв з ним («Йому навіть здавалось, що Ласун розуміє людську розмову»), «погладжував по шиї, перебирав йому не таку вже й густу гриву». Денискові дуже боліла та кволість Ласуна, а тому він завжди жалів його.
«Якби ми жили з тобою, то я ніколи й пальцем не зачепив би тебе, не возив би на тобі нічого, в плуг і борону не запрягав би... Якби тебе віддали мені, то я доглядав би тебе, водою напував, сіном годував, а якби ти хотів послухати книжку, то й книжку тобі прочитав би...»
Важко переживав хлопець хворобу Ласуна і його смерть.
«Наче віра покинула його, що йому під силу щось повернути, що він у змозі розгадати загадку...»